# Tix (Musiker)

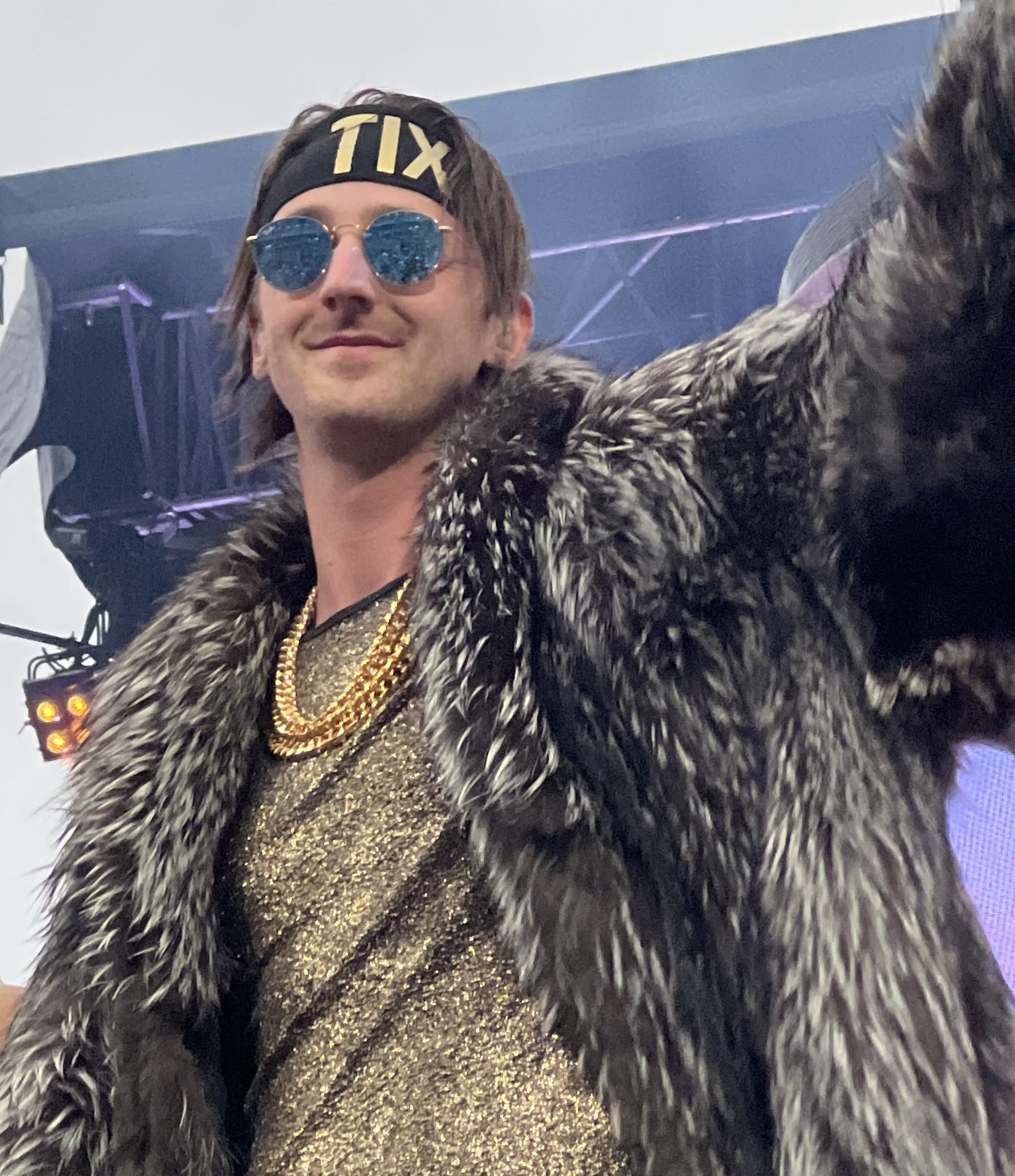
Tix, 2022

Andreas Tix Haukeland (* 12. April 1993 in Bærum als Andreas Andresen Haukeland), bekannt unter seinem Künstlernamen TIX, ist ein norwegischer Sänger, Musikproduzent und Songwriter. Er gilt als Vorreiter für das norwegische Musikgenre der Russemusikk, eine Form der Partymusik, die vor allem von Jugendlichen in Verbindung zur Russfeier gehört wird. Er vertrat sein Heimatland mit dem Lied Fallen Angel beim Eurovision Song Contest 2021.

## Leben
Haukeland stammt aus der südostnorwegischen Gemeinde Bærum. Er hat das Tourette-Syndrom und wurde in der Schulzeit wegen seiner Tics auch „Tics“ genannt. Aus diesem Namen bildete er schließlich seinen Künstlernamen „TIX“. Als Jugendlicher erlernte er Gitarre und Klavier, bevor er beschloss, sich auf elektronische Musik zu konzentrieren. Später begann er, auftragsweise Lieder für die Russfeiern der norwegischen Abschlussschüler zu schreiben. Sein erstes Lied schrieb er für den Abschlussjahrgang des Jahres 2013. Gemeinsam mit anderen Musikern wie El Papi entwickelte er in dieser Zeit das Genre der Russemusikk mit. TIX selbst gilt dabei als führender Künstler in diesem Genre. In seiner Rolle als TIX trägt er meist einen Pelzmantel, eine Sonnenbrille sowie ein Stirnband. Die Sonnenbrille trägt er nach eigenen Angaben auch dazu, um seine Tics zu verbergen.

### 2015–2018: Durchbruch
Nationale Bekanntheit erlangte er 2015 mit dem Russe-Lied Sjeiken 2015. Das Lied schuf eine Kontroverse, da es Sätze wie „I kveld er det lov å være hore“ (deutsch „Heute Abend ist es erlaubt, eine Hure zu sein“) und „Vil du bli med meg hjem hvis jeg skjenker deg noe sprit da?“ (deutsch „Kommst du mit heim, wenn ich dir Alkohol einschenke?“) enthält. Als eines von zu diesem Zeitpunkt noch wenigen Liedern aus dem Genre der Russemusikk, stieg das Lied in die norwegischen Singlecharts ein. Im Jahr 2023 wurde das Lied in einer Umfrage des Radiosenders NRK P3 zum „ikonischsten Russe-Lied aller Zeiten“ gewählt.
Es folgten weitere Singles und im Jahr 2016 sein Debütalbum Dømt og berømt. Tor Martin Bøe von der Zeitung Verdens Gang (VG) schrieb in einer Rezension des Albums Dømt og berømt, dass die Lieder bewusst einfach und sexfokussiert seien. Er gab dem Album einen von sechs möglichen Punkten. Haukeland selbst erklärte im November 2020, dass er wegen seines Images Schwierigkeiten hatte, Produzenten für weitere Lieder zu finden, weshalb er diese Arbeit selbst übernahm. Als Songwriter war Haukeland am 2018 veröffentlichten und von Ava Max gesungenen Lied Sweet but Psycho beteiligt, welches in verschiedenen Ländern Platz 1 der Musikcharts erreichen konnte.

### 2019–2020: Imagewandel
Im Jahr 2019 nahm Andreas Haukeland an der norwegischen Reality-TV-Serie Paradise Hotel teil, nach eigenen Angaben, um deutlich zu machen, dass er sich von der Figur TIX unterscheide. Haukeland erklärte im Anschluss an seine Teilnahme, dass er später nicht mehr unter seinem Künstlernamen TIX auftreten wolle. Als Begründung gab er an, dass am Anfang seiner Karriere die Person hinter dem Pseudonym und der Kunstfigur noch nicht in der Öffentlichkeit stand, er aber unter anderen durch die Teilnahme an Paradise Hotel auch selbst bekannt geworden sei. In diesem Jahr begann er zudem verstärkt Lieder zu veröffentlichen, die nicht mehr in Zusammenhang mit den Russefeiern standen. Haukeland gab an, dass er mit dem 2019 herausgegebenen Lied Jeg vil ikke leve, das den Refrain „Jeg ville ikke leve, men jeg vil ikke dø“ (deutsch: „Ich will nicht leben, aber ich will nicht sterben“) hat, einsamen Personen helfen wollte. In einem Interview in der Talkshow Lindmo gab er im Frühjahr 2021 bekannt, dass er das Lied aufgrund von eigenen Erfahrungen mit Suizidgedanken schrieb. Haukeland wurde zugleich auch dafür kritisiert, Selbstmord in seinem Lied Hvis jeg forlot verden als Ausweg zu präsentieren.
Zu Beginn des Jahres 2020 war er als Juror bei der norwegischen Castingshow Idol tätig. Im März 2020 veröffentlichte er das Lied Karantene (deutsch: Quarantäne), welches während den Anfängen der COVID-19-Pandemie in Norwegen entstand. Das Lied nahm er auch auf Schwedisch mit dem Duo Samir & Viktor auf. Neben seinem Lied Karantene erreichte er 2020 zudem mit weiteren Singles den ersten Platz in den norwegischen Singlecharts. Im November 2020 trat er bei der Musikpreisverleihung P3 Gull auf, bei der er auch das Lied Tusen tårer präsentierte. Im Vorfeld der Verleihung begann er, sich verstärkt von der Figur TIX gelöst in Interviews zu zeigen. Für das Jahr 2020 wurde er vom Musikstreamingdienst Spotify als der in Norwegen am meisten gestreamte Künstler geführt.

### 2021: Teilnahme am Eurovision Song Contest

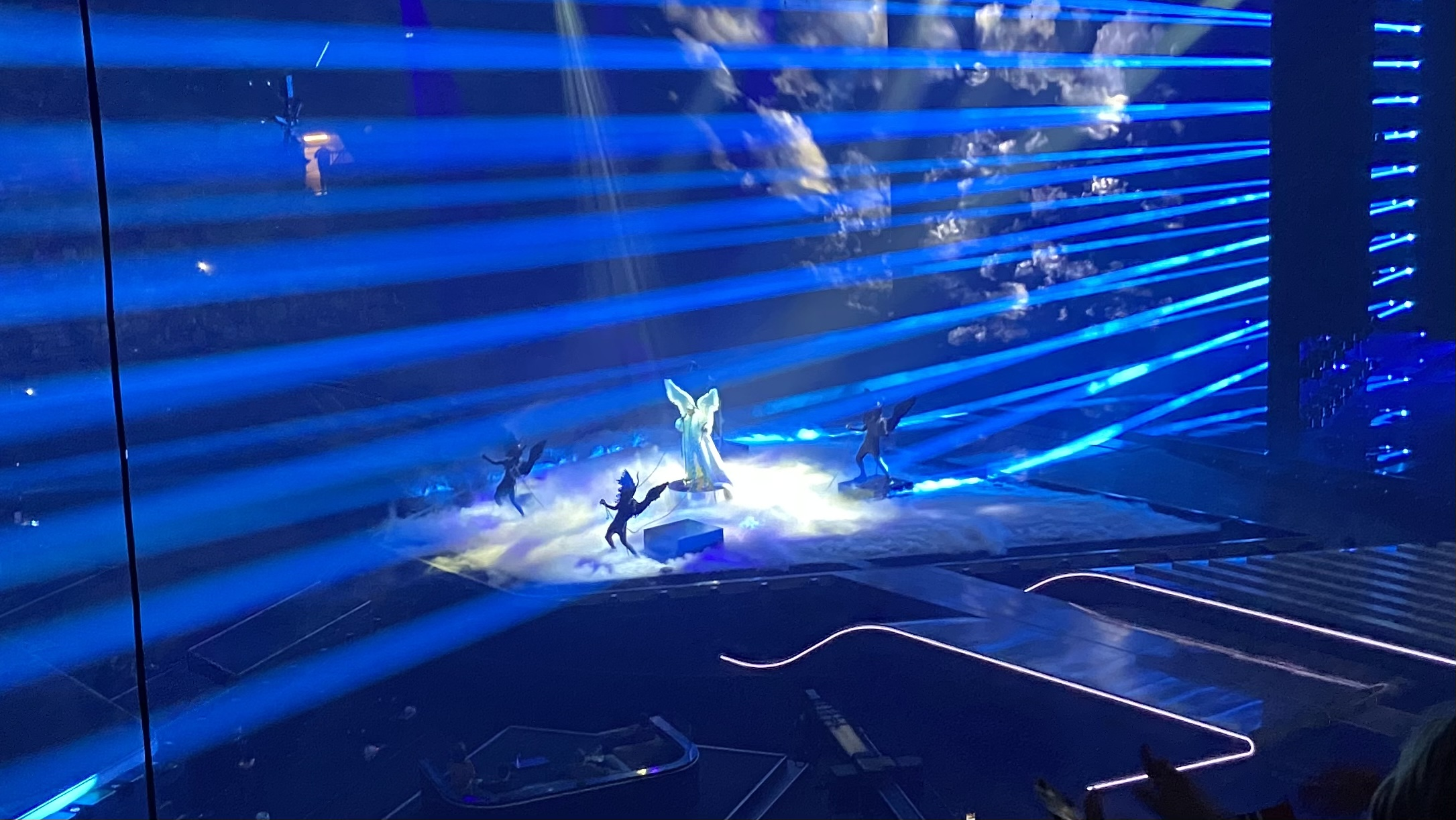
Tix beim Eurovision Song Contest 2022

Im Januar 2021 wurde er mit dem Lied Ut Av Mørket als automatisch für das Finale qualifizierter Teilnehmer am Melodi Grand Prix 2021, dem norwegischen Vorentscheid für den Eurovision Song Contest, vorgestellt. Vor dem Finale veröffentlichte Haukeland die englische Version Fallen Angel, mit der er schließlich am 20. Februar 2021 den Vorentscheid gewann. Er vertrat damit Norwegen beim Eurovision Song Contest 2021. Er konnte sich im ersten Halbfinale als Zehnter für das Finale qualifizieren, in dem er mit 75 Punkten den 18. Platz belegte.
Im April 2021 erhielt er beim Musikpreis Spellemannprisen die Auszeichnung „Årets Spellemann“, mit der Personen ausgezeichnet werden, die sich in einem Jahr besonders in der Musik hervorgetan haben. Kurz vor dem Eurovision Song Contest veröffentlichte er das Lied Engel, ikke dra, womit er erneut den ersten Platz der norwegischen Charts erreichte. In der Zeit um seine Eurovision-Teilnahme herum bezeichnete er sich selbst wiederholt als „hässliches Entlein“ (norwegisch: den stygge andungen), das zu Norwegens größtem Künstler geworden sei. Im Herbst 2021 wurde sein an Jugendliche gerichtetes Buch Den stygge andungen veröffentlicht. Haukeland wirkte an der zu Beginn des Jahres 2022 ausgestrahlten Staffel der Musikshow Hver gang vi møtes mit. Im Zusammenhang mit der Show sang er unter anderem das eine neue Version des Lieds Jente i Oslo ein.
Im Februar 2022 wurde Haukeland als Moderator der 16. Staffel von Paradise Hotel, nun unter dem Namen Paradise, vorgestellt. Im März 2022 veröffentlichte er ein Album in zwei Teilen. Der erste Teil erhielt den Titel Enten går det bra… Von der Zeitung Stavanger Aftenblad erhielt Haukeland für das Werk zwei von sechs möglichen Punkten. Der Kritiker Leif Tore Lindø bezeichnete seine Musik als „extrem einfach, leicht verdaubar und voll mit alten Tricks, die viele andere viel besser machen“. Der zweite Albumteil erhielt den Namen …ellers går det over. Beim Eurovision Song Contest 2022 fungierte er als Punktesprecher für Norwegen.

### 2023: Rückkehr zur Partymusik
Bei einem Konzert im Januar 2023 inszenierte er die Beerdigung des „netten TIX“. Mit Fakk meg opp gab er im März 2023 wieder eine Single heraus, die der Partymusik zuzurechnen war. Im April 2023 folgte das Russe-Lied Studio 23.
Im Dezember 2024 berichtete die Verdens Gang, dass Haukeland nun offiziell den Mittelnamen Tix trage und er den früheren Mittelnamen Andresen abgelegt habe.

## Rezeption
Für sein Debütalbum Dømt og berømt erhielt Haukeland bei der Zeitung Verdens Gang (VG) einen von sechs Punkten und bei Ringerikes Blad drei von sechs Punkten. Im Ringerikes Blad wurde geurteilt, dass alle Lieder des Albums nahezu den gleichen Aufbau mit nur minimalen Abweichungen hätten, was musikalisch vollständig albern, aber zugleich effektiv sei. Der VG-Journalist Marius Asp schrieb in einer Kritik aus dem Jahr 2023, dass es nur begrenzt Sinn habe, eine Kritik über den musikalischen Wert seiner Lieder zu schreiben. Es handele sich stattdessen um Musik, die dafür geschaffen sei, innerhalb eines spezifischen Kontextes zu funktionieren.

## Auszeichnung
Spellemannprisen
- 2020: „Årets Spellemann“
- 2020: Nominierung, Kategorie „Lied des Jahres“ für Kaller på deg
- 2020: Nominierung, Kategorie „Lied des Jahres“ für Karantene
- 2021: Nominierung, Kategorie „Lied des Jahres“ für Fallen Angel / Ut av mørket

## Diskografie

### Alben
| Jahr | Titel                                  | Höchstplatzierung, Gesamtwochen, AuszeichnungChartsChartplatzierungen (Jahr, Titel, Platzierungen, Wochen, Auszeichnungen, Anmerkungen) | Anmerkungen                         |
| Jahr | Titel                                  | NO | Anmerkungen                         |
| ---- | -------------------------------------- | --- | ----------------------------------- |
| 2016 | Dømt og berømt                         | NO2 ×2Doppelplatin · (87 Wo.)NO | Erstveröffentlichung: 4. Mai 2016   |
| 2022 | Enten går det bra, ellers går det over | NO3 (25 Wo.)NO | Erstveröffentlichung: 28. März 2022 |

### Singles
| Jahr | Titel Album                                                   | Höchstplatzierung, Gesamtwochen, AuszeichnungChartplatzierungen (Jahr, Titel, Album, Platzierungen, Wochen, Auszeichnungen, Anmerkungen) | Höchstplatzierung, Gesamtwochen, AuszeichnungChartplatzierungen (Jahr, Titel, Album, Platzierungen, Wochen, Auszeichnungen, Anmerkungen) | Höchstplatzierung, Gesamtwochen, AuszeichnungChartplatzierungen (Jahr, Titel, Album, Platzierungen, Wochen, Auszeichnungen, Anmerkungen) | Anmerkungen                                                                                              |
| Jahr | Titel Album                                                   | DE | NO | SE | Anmerkungen                                                                                              |
| --- | ------------------------------------------------------------- | --- | --- | --- | --- |
| 2015 | Habbo Club 2015 –                                             | — | NO22 (3 Wo.)NO | — | Erstveröffentlichung: 5. März 2015                                                                       |
| 2015 | Sjeiken 2015 –                                                | — | NO5 ×3Dreifachplatin · (7 Wo.)NO | — | Erstveröffentlichung: 24. April 2015                                                                     |
| 2016 | Hydra 2016 Dømt og berømt                                     | — | NO15 Platin · (4 Wo.)NO | — | Erstveröffentlichung: 6. März 2016                                                                       |
| 2016 | Ponyville 2016 Dømt og berømt                                 | — | NO17 ×2Doppelplatin · (7 Wo.)NO | — | Erstveröffentlichung: 6. April 2016                                                                      |
| 2016 | Dory 2017 Dømt og berømt                                      | — | NO8 (6 Wo.)NO | — | Erstveröffentlichung: 30. August 2016                                                                    |
| 2016 | Versace 2017 –                                                | — | NO5 ×2Doppelplatin · (9 Wo.)NO | — | Erstveröffentlichung: 28. September 2016                                                                 |
| 2016 | Gullalderen 2017 –                                            | — | NO33 (2 Wo.)NO | — | Erstveröffentlichung: 30. Oktober 2016                                                                   |
| 2017 | Skammekroken 2017 –                                           | — | NO25 Platin · (4 Wo.)NO | — | Erstveröffentlichung: 2. April 2017                                                                      |
| 2017 | Hakkebakkeskogen 2017 –                                       | — | NO32 (1 Wo.)NO | — | Erstveröffentlichung: 10. Mai 2017                                                                       |
| 2017 | Ulovlig –                                                     | — | NO22 (3 Wo.)NO | — | Erstveröffentlichung: 29. Oktober 2017                                                                   |
| 2018 | Nasjonen 2018 –                                               | — | NO29 (5 Wo.)NO | — | Erstveröffentlichung: 8. April 2018                                                                      |
| 2018 | Shotgun –                                                     | — | NO5 ×2Doppelplatin · (12 Wo.)NO | — | Erstveröffentlichung: 8. Juni 2018                                                                       |
| 2018 | Håper nissen har råd –                                        | — | NO5 Platin · (8 Wo.)NO | — | Erstveröffentlichung: 9. November 2018                                                                   |
| 2019 | Jeg vil ikke leve Enten går det bra, ellers går det over      | — | NO1 Platin · (11 Wo.)NO | — | Erstveröffentlichung: 29. Mai 2019                                                                       |
| 2019 | Neste Sommer –                                                | — | NO3 Platin · (12 Wo.)NO | — | Erstveröffentlichung: 23. Juni 2019                                                                      |
| 2019 | Når jeg er full –                                             | — | NO14 (6 Wo.)NO | — | Erstveröffentlichung: 29. September 2019                                                                 |
| 2019 | Brosjan Jesus –                                               | — | NO20 (1 Wo.)NO | — | Erstveröffentlichung: 18. November 2019                                                                  |
| 2020 | Kaller på deg –                                               | — | NO1 ×2Doppelplatin · (23 Wo.)NO | — | Erstveröffentlichung: 9. März 2020                                                                       |
| 2020 | Karantene –                                                   | — | NO1 ×2Doppelplatin · (19 Wo.)NO | — | Erstveröffentlichung: 23. März 2020                                                                      |
| 2020 | Skål –                                                        | — | NO2 (7 Wo.)NO | — | Erstveröffentlichung: 30. April 2020                                                                     |
| 2020 | Karantän –                                                    | — | — | SE56 (1 Wo.)SE | Erstveröffentlichung: 8. Mai 2020 mit Samir & Viktor                                                     |
| 2020 | Dommedagen 2020 –                                             | — | NO17 (2 Wo.)NO | — | Erstveröffentlichung: 19. Mai 2020 feat. Soppgirobygget                                                  |
| 2020 | Deg eller ingenting –                                         | — | NO4 (10 Wo.)NO | — | Erstveröffentlichung: 14. Juni 2020 mit Morgan Sulele                                                    |
| 2020 | Nå koser vi oss –                                             | — | NO4 ×2Doppelplatin · (12 Wo.)NO | — | Erstveröffentlichung: 28. Juni 2020                                                                      |
| 2020 | Igjen og igjen –                                              | — | NO1 Platin · (14 Wo.)NO | SE57 (3 Wo.)SE | Erstveröffentlichung: 7. August 2020 El Papi feat. Tix                                                   |
| 2020 | Jul i karantene –                                             | — | NO10 (3 Wo.)NO | — | Erstveröffentlichung: 4. Dezember 2020                                                                   |
| 2020 | Tusen tårer Enten går det bra, ellers går det over            | — | NO2 Platin · (10 Wo.)NO | — | Erstveröffentlichung: 25. Dezember 2020                                                                  |
| 2020 | Jævlig –                                                      | — | NO3 ×2Doppelplatin · (11 Wo.)NO | — | Erstveröffentlichung: 26. Dezember 2020                                                                  |
| 2021 | Ut av mørket Enten går det bra, ellers går det over           | — | NO1 (18 Wo.)NO | — | Erstveröffentlichung: 14. Januar 2021 Beitrag zum Melodi Grand Prix 2021                                 |
| 2021 | Fallen Angel Enten går det bra, ellers går det over           | DE— aDE | NO2 (12 Wo.)NO | SE41 (2 Wo.)SE | Erstveröffentlichung: 20. Februar 2021 Beitrag zum Eurovision Song Contest 2021                          |
| 2021 | Engel, ikke dra Enten går det bra, ellers går det over        | — | NO1 (8 Wo.)NO | — | Erstveröffentlichung: 14. Mai 2021                                                                       |
| 2021 | BeautiFull –                                                  | — | NO3 Platin · (8 Wo.)NO | — | Erstveröffentlichung: 25. Juni 2021                                                                      |
| 2022 | Hvis jeg forlot verden Enten går det bra, ellers går det over | — | NO2 (7 Wo.)NO | — | Erstveröffentlichung: 11. Februar 2022                                                                   |
| 2022 | Jente i Oslo –                                                | — | NO3 (7 Wo.)NO | — | Erstveröffentlichung: 22. Februar 2022 Beitrag zu Hver gang vi møtes Original BigBang (2000)             |
| 2022 | Sov Godt –                                                    | — | NO37 (1 Wo.)NO | — | Erstveröffentlichung: 22. Februar 2022 Beitrag zu Hver gang vi møtes Original: Maj Britt Andersen (1994) |
| 2022 | Pust Enten går det bra, ellers går det over                   | — | NO7 (3 Wo.)NO | — | Erstveröffentlichung: 11. März 2022                                                                      |
| 2022 | Livet er herlig –                                             | — | NO6 (9 Wo.)NO | — | Erstveröffentlichung: 8. Juni 2022 mit El Papi                                                           |
| 2022 | Gatebil Bassen i bagasjen                                     | — | NO18 Gold · (2 Wo.)NO | — | Erstveröffentlichung: 4. Juli 2022 mit Hagle                                                             |
| 2023 | Fakk meg opp –                                                | — | NO11 (2 Wo.)NO | — | Erstveröffentlichung: 30. März 2023 mit Kris Winther                                                     |
| 2023 | Studio 23 –                                                   | — | NO27 (2 Wo.)NO | — | Erstveröffentlichung: 21. April 2023                                                                     |
| 2023 | Danse en gang til –                                           | — | NO7 Platin · (9 Wo.)NO | — | Erstveröffentlichung: 5. Mai 2023 mit Morgan Sulele                                                      |
| 2023 | Love </3 –                                                    | — | NO2 (15 Wo.)NO | — | Erstveröffentlichung: 2. Juni 2023 mit Beathoven                                                         |
| 2024 | Piller i hjertet –                                            | — | NO4 (5 Wo.)NO | — | Erstveröffentlichung: 9. Februar 2024 mit Kudos                                                          |
| 2024 | Forevig –                                                     | — | NO8 (4 Wo.)NO | — | Erstveröffentlichung: 10. April 2024 mit Fjellrev und Hytta                                              |
| 2024 | Ole Brumm –                                                   | — | NO13 (7 Wo.)NO | — | Erstveröffentlichung: 12. Juni 2024 mit Morgan Sulele                                                    |
| 2025 | Svenskejævel –                                                | — | NO4 (2 Wo.)NO | — | Erstveröffentlichung: 26. Februar 2025 mit Katastrofe, Alexander Rybak, Ylvis und Staysman               |
| 2025 | Scandihoe –                                                   | — | NO37 (… Wo.)NO | — | Erstveröffentlichung: 8. Mai 2025 mit Krobbe und Kulturaften                                             |
| Folgende Lieder erschienen nicht als Single, wurden aber durch das Album zum Download und Streaming bereitgestellt und konnten somit eine Platzierung erlangen: |                                                               | | | | |
| |                                                               | | | | |
| 2016 | Tronen 2016 Dømt og berømt                                    | — | NO24 Gold · (2 Wo.)NO | — | |
| 2022 | Himmelen og helvete Enten går det bra, ellers går det over    | — | NO9 (2 Wo.)NO | — | |
| 2022 | Gjør med meg Enten går det bra, ellers går det over           | — | NO15 (1 Wo.)NO | — | |

Weitere Lieder mit Auszeichnungen
- 2014: Agrabah 2014 (NO: Gold)
- 2016: Monaco 2016 (NO: Platin)
- 2016: East High 2016 (NO: Platin)